# Jerica Jesenko
Jerica Jesenko (* 18. April 2005) ist eine slowenische Skispringerin.

## Werdegang
Jesenko debütierte am 8. Februar 2019 in Kandersteg im Alpencup und wurde auf Anhieb Dritte. In derselben Wettkampfserie holte sie am 13. und 14. September 2019 jeweils Siege. Am 20. Februar 2021 ging Jesenko erstmals im FIS Cup an den Start und wurde in Oberhof Neunte. Seit Januar 2023 springt sie auf Continental-Cup- bzw. Intercontinental-Cup-Niveau. Am 6. Januar 2024 gelang ihr in Falun mit einem achten Rang die erste Platzierung unter den besten Zehn. Beim Weltcup-Debüt in Ljubno drei Wochen später konnte sie auf Anhieb drei Punkte erringen. Im Rahmen der Junioren-WM 2024 gewann Jesenco mit der Mannschaft Gold.
Im Intercontinental-Cup beendete sie die Saison 2023/24 auf Platz 10 der Gesamtwertung.